# Spiridon Gopčević (brodovlasnik)
Spiridon Gopčević (1807. − 1861.) je bio brodovlasnik i trgovac iz Trsta, jedan od najpoznatijih i gospodarski najuspješnijih Hrvata u tom gradu.
Član je pomorske obitelji Gopčevića koja je bila podrijetlom iz Poda i Orahovca u Boki kotorskoj. Dala je nekoliko značajnih ljudi u 18. i 19. stoljeću. Spiridon, brodovlasnik i trgovac, bio je sin Krste i preuzeo je očevo poslovanje u Trstu. Bavio se gradnjom velikih i brzih brodova. 1842. – 1843. sagradio je kod riječkog brodograditelja Andree Zanona dva brigantina Restaurador Rosas i Car Lazar koje je preprodao argentinskoj ratnoj mornarici, a u jakoj konkurenciji s brodovima sjevernoameričke konstrukcije. Argentincima se mornarica tad tek formirala. U argentinskoj službi Car Lazar preimenovan je u General Belgrano, naoružan i promoviran u admiralski brod.
Godine 1852. bio je najjači tršćanski brodovlasnik; imao je 22 jedrenjaka duge i velike obalne plovidbe i dva manja parobroda. Polovicu svojih jedrenjaka sagradio je u riječkom brodogradilištu, čiju je obnovu financijski pomagao. Spiridonove riječke veze su ojačane radom s riječkim trgovcem i brodovlasnikom Gašparom Matkovićem. Riječko brodogradilište u Martinšćici osnovao je Korčulanin Ivan Foretić 1830. godine, a u njemu uskoro značajan udio imao Andrea Zanon iz Chiogge, koji je samostalno vodio veliko brodogradilište na Pećinama. Istaknuo se Gopčević svojim projektom za novu tršćansku luku (Porto nuovo). Najvažniji je brodar u Trstu vezan uz jedrenjake, u konkurenciji velikih Morpurga, Minerbija, Rallija, Strudthoffa i Reyera i narastajućeg Tršćanskog Lloyda. Nabavljao streljivo iz Londona za Crnu Goru 1849. Pomogao Crnoj Gori tijekom rata s Turcima 1852. – 1853., "kad je na vazi visila propast ili oslobođenje Crne Gore", za što mu je osobno zahvalio knez Danilo. Zbog političkih sklonosti Gopčevića njegovi su brodovi uskoro u Rijeku dovozili 5.000 tona ruskog žita godišnje, koje se potom u Rijeci. 
1840-ih je Gopčević besplatno dijelio žito stanovništvu u Boki kotorskoj i Crnoj Gori. U tada turskoj Hercegovini svake godine darovao je i 50.000 forinti za održavanje rada srpskih osnovnih škola. Omogućio tiskanje prvog izdanja Gorskog vijenca Petra II. Petrovića Njegoša 1847. godine. Prijateljevao s ministrom unutarnjih poslova potom i vanjskih poslova Srbije, tvorcem koncepta Velike Srbije 1844. godine Ilijom Garašaninom. Bio je predsjednik srpske pravoslavne općine od 1847. do 1851., te ponovno 1854. godine. Sjedište svoje tvrtke smjesito je u neposrednoj blizini stare pravoslavne crkve. 1850. godine podignuta je u Trstu palača Gopčević. Danas je u njoj Kazališni muzej. Revolucionarna kretanja 1848. u Hrvatskoj i Ugarskoj pogađala su ga kad su hrvatske, Jelačićeve snage ušle u Rijeku.
U financijske ga je probleme bacio Krimski rat, jer nije uspio izvesti kupljeno žito s Crnog mora. Pao je u stečaj, krediti Riječke banke visili su nad njime te je uskoro austrijska vlada odredila četvoricu brodovlasnika koji su upravljali njegovom imovinom. Na razne je načine pokušao spasiti svoju imovinu, putujući simo-tamo. Usprkos isposlovanim povlasticama kod ruskog cara, sposobnih pomoraca i velika zarada od preprodanog žita u Engleskoj i Francuskoj nije mogla sanirati velike gubitke. Spiridon to nije izdržao. 
Iste godine kad je umro 1861., započela je gradnja nove crkve u Trstu, njegov višegodišnji san. Crkva svetog Spiridona ostala je kao kao spomenik za sve njegove uspješne i neuspješne borbe. Izgrađena je po projektu milanskog arhitekta Carla Maciachinija. Novu crkvu je dao izgraditi jer je smatrao da skromna stara pravoslavna crkva ne odražava ekonomsku moć srpskih trgovaca.